# Phaenolobus maruyamensis
Phaenolobus maruyamensis är en stekelart som beskrevs av Tohru Uchida 1932. Phaenolobus maruyamensis ingår i släktet Phaenolobus och familjen brokparasitsteklar. Inga underarter finns listade i Catalogue of Life.